# Soizy-aux-Bois
Soizy-aux-Bois est une commune française, située dans le département de la Marne en région Grand Est.
C'est un village typique de la Brie champenoise, situé entre Sézanne et Épernay, à 10 km de Sézanne. Dans un cadre très verdoyant, Soizy-aux-Bois est un carrefour touristique entre les marais de Saint-Gond et la vallée du Petit Morin.

## Géographie

### Localisation

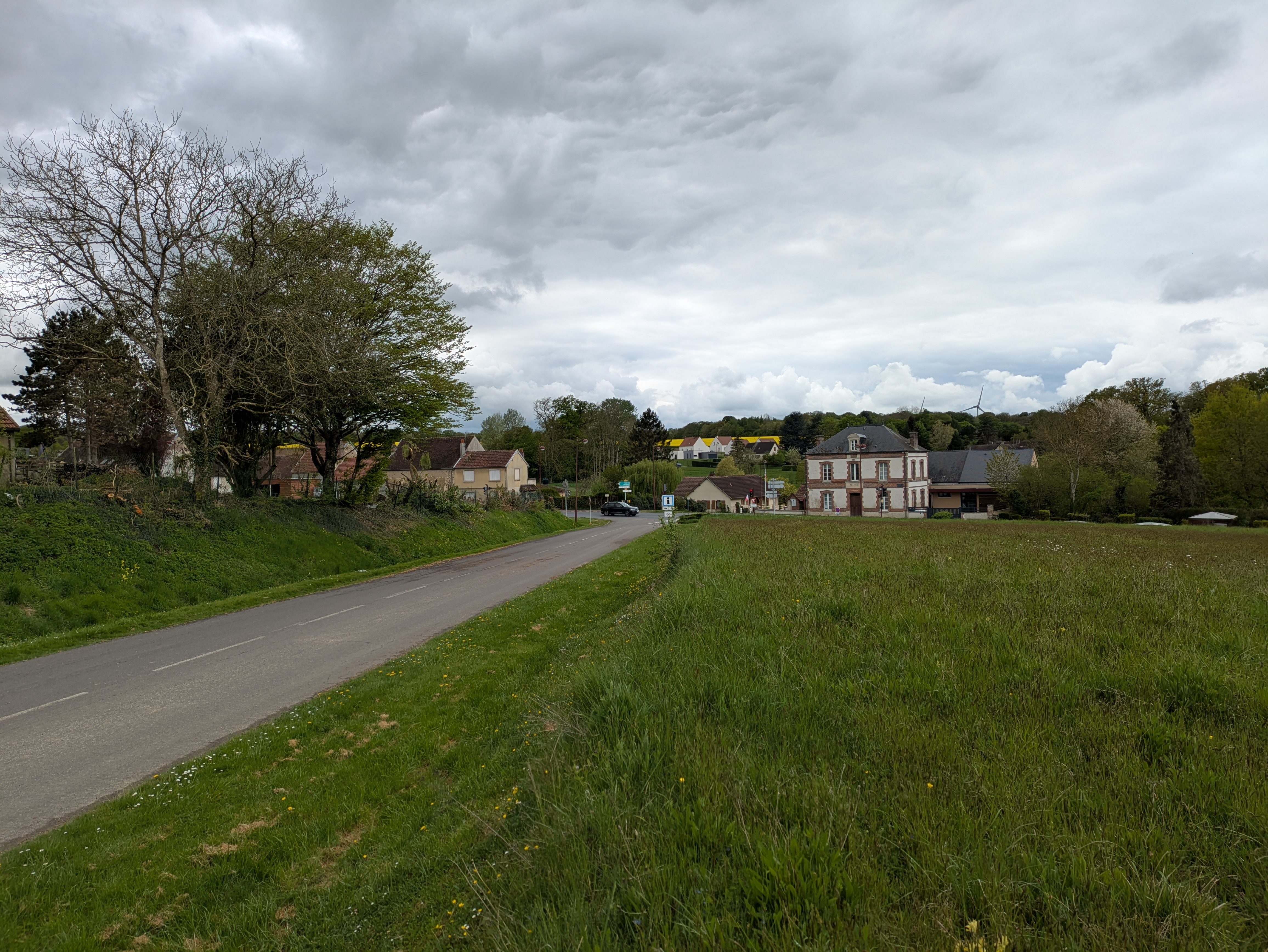
Vue du village depuis l'est.

Soizy-aux-Bois se trouve au sud-ouest du département de la Marne, en région Grand Est. La commune appartient à la région agricole de la Brie champenoise.
La commune de Soizy-aux-Bois s'étend sur une superficie de 728 hectares. Le village de Soizy se trouve au centre du territoire communal, largement boisé. Sur ce territoire, l'altitude varie de 166 à 221 mètres. Le relief est marqué par le vallon formé par le ru de l'Homme Blanc, qui s'écoule vers le nord de la commune. Ailleurs, l'altitude dépasse généralement les 200 mètres.
Par la route, Soizy-aux-Bois se situe à 56 km de Châlons-en-Champagne, préfecture, à 34 km d'Épernay, sous-préfecture, et à 10 km de Sézanne, bureau centralisateur du canton de Sézanne-Brie et Champagne dont dépend Soizy-aux-Bois depuis 2015. La commune fait en outre partie du bassin de vie de Sézanne.
Soizy-aux-Bois est limitrophe de 5 communes :
| Corfélix                      | Talus-Saint-Prix |                       |
| La Villeneuve-lès-Charleville | Soizy-aux-Bois   | Oyes                  |
|                               |                  | Mondement-Montgivroux |

### Hydrographie

#### Réseau hydrographique
La commune est dans la région hydrographique « la Seine de sa source au confluent de l'Oise (exclu) » au sein du bassin Seine-Normandie. Elle est drainée par le ru de l'Homme Blanc et la Grande Fosse,.
Un plan d'eau complète le réseau hydrographique : l'étang Brûlé (0,1 ha),.

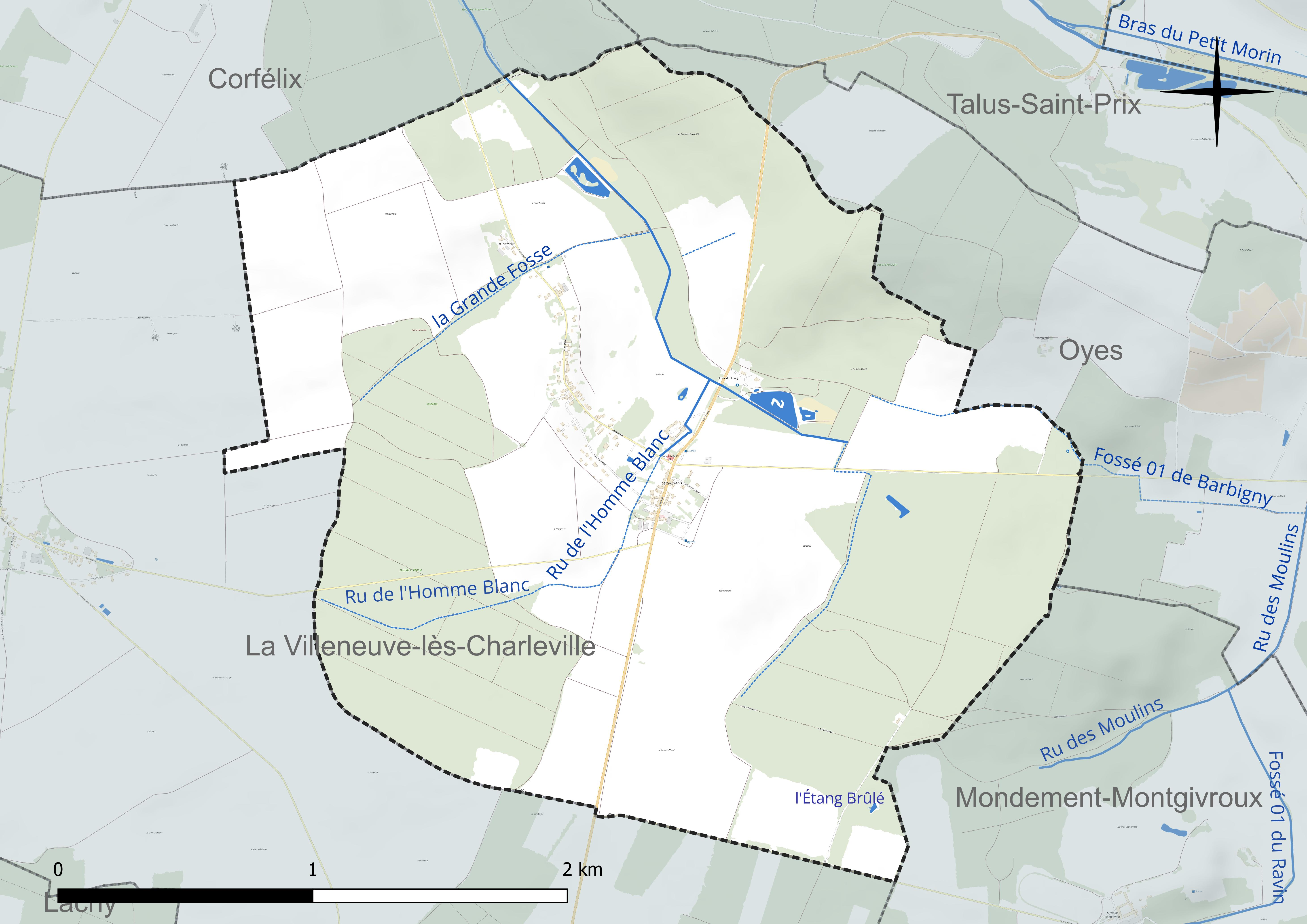
Réseau hydrographique de Soizy-aux-Bois.

#### Gestion et qualité des eaux
Le territoire communal est couvert par le schéma d'aménagement et de gestion des eaux (SAGE) « Petit et Grand Morin ». Ce document de planification concerne le territoire des bassins versants du Petit Morin (630 km2) et du Grand Morin (1 185 km2) et se répartit sur trois départements (la Marne, l'Aisne et la Seine-et-Marne). Il a été approuvé le 21 octobre 2016. La structure porteuse de l'élaboration et de la mise en œuvre est le Syndicat mixte d'aménagement et de gestion des eaux (SMAGE) - EPAGE. 
La qualité des cours d’eau peut être consultée sur un site dédié géré par les agences de l’eau et l’Agence française pour la biodiversité. 

### Climat
Pour des articles plus généraux, voir Climat du Grand Est et Climat de la Marne.

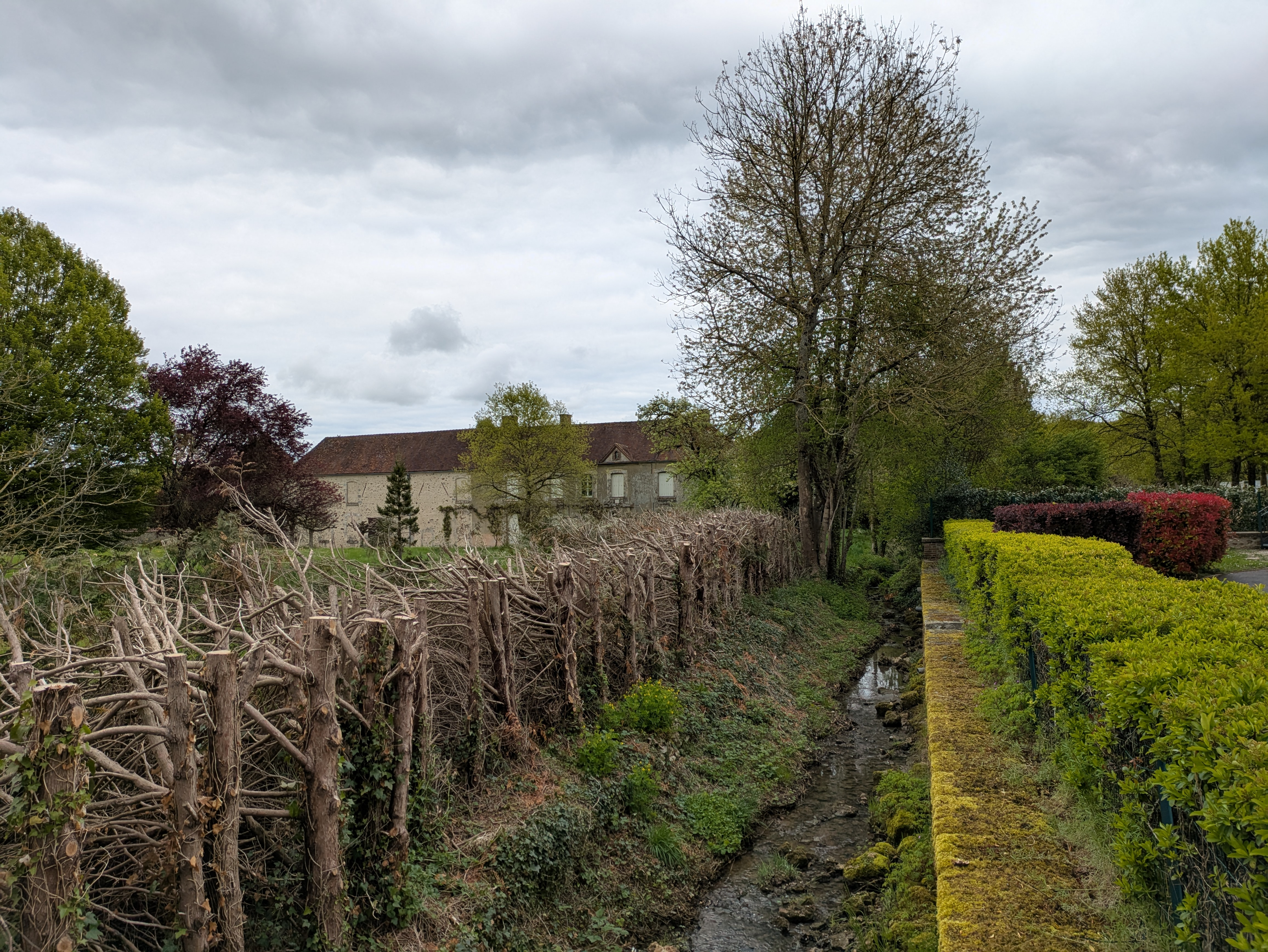
Le ru de l'Homme Blanc traversant le village.

En 2010, le climat de la commune est de type climat océanique dégradé des plaines du Centre et du Nord, selon une étude du Centre national de la recherche scientifique s'appuyant sur une série de données couvrant la période 1971-2000. En 2020, Météo-France publie une typologie des climats de la France métropolitaine dans laquelle la commune est exposée à un climat océanique altéré et est dans la région climatique  Nord-est du bassin Parisien, caractérisée par un ensoleillement médiocre, une pluviométrie moyenne régulièrement répartie au cours de l’année et un hiver froid (3 °C). 
Pour la période 1971-2000, la température annuelle moyenne est de 10,5 °C, avec une amplitude thermique annuelle de 15,4 °C. Le cumul annuel moyen de précipitations est de 778 mm, avec 12,6 jours de précipitations en janvier et 8,3 jours en juillet. Pour la période 1991-2020, la température moyenne annuelle observée sur la station météorologique de Météo-France la plus proche, « Esternay-Man », sur la commune d'Esternay à 15 km à vol d'oiseau, est de 10,9 °C et le cumul annuel moyen de précipitations est de 780,5 mm. 
La température maximale relevée sur cette station est de 42,5 °C, atteinte le 25 juillet 2019 ; la température minimale est de −25 °C, atteinte le 14 février 1956,,. 
Les paramètres climatiques de la commune ont été estimés pour le milieu du siècle (2041-2070) selon différents scénarios d'émission de gaz à effet de serre à partir des nouvelles projections climatiques de référence DRIAS-2020. Ils sont consultables sur un site dédié publié par Météo-France en novembre 2022.

### Milieux naturels et biodiversité
L'Inventaire national du patrimoine naturel (INPN) recense espèces sur le territoire de la commune, dont espèces protégées et espèces menacées.
Soizy-aux-Bois compte une zone naturelle d'intérêt écologique, faunistique et floristique (ZNIEFF) de type I, celle des « étangs et bois de l'Homme Blanc et des Quatre Bornes à Corfélix et Talus-Saint-Prix ». Cette ZNIEFF se trouve toutefois pour l'essentiel sur les territoires de Corfélix et Talus-Saint-Prix, au nord de la commune, et ne fait que déborder très légèrement sur son territoire.
Au nord-est du village, en dehors du territoire communal, se trouve le marais de Saint-Gond, qui est une très vaste tourbière alcaline en bon état relatif malgré les multiples atteintes aux milieux (mise en culture, extraction de tourbe, etc.). Il s'agit de l'un des sites majeurs concernés par la Directive Habitats en Champagne-Ardenne, voire du site majeur. Ce marais recèle de nombreux habitats exceptionnels pour la plaine française. La faune et la flore sont d'une très importante diversité.

## Urbanisme

### Typologie
Au 1er janvier 2024, Soizy-aux-Bois est catégorisée commune rurale à habitat dispersé, selon la nouvelle grille communale de densité à sept niveaux définie par l'Insee en 2022.
Elle est située hors unité urbaine. Par ailleurs la commune fait partie de l'aire d'attraction de Sézanne, dont elle est une commune de la couronne,. Cette aire, qui regroupe 37 communes, est catégorisée dans les aires de moins de 50 000 habitants,.

### Occupation des sols
L'occupation des sols de la commune, telle qu'elle ressort de la base de données européenne d’occupation biophysique des sols Corine Land Cover (CLC), est marquée par l'importance des territoires agricoles (50 % en 2018), une proportion identique à celle de 1990 (50 %). La répartition détaillée en 2018 est la suivante : forêts (50 %), terres arables (44,9 %), zones agricoles hétérogènes (5,2 %).
L'évolution de l’occupation des sols de la commune et de ses infrastructures peut être observée sur les différentes représentations cartographiques du territoire : la carte de Cassini (XVIIIe siècle), la carte d'état-major (1820-1866) et les cartes ou photos aériennes de l'IGN pour la période actuelle (1950 à aujourd'hui).

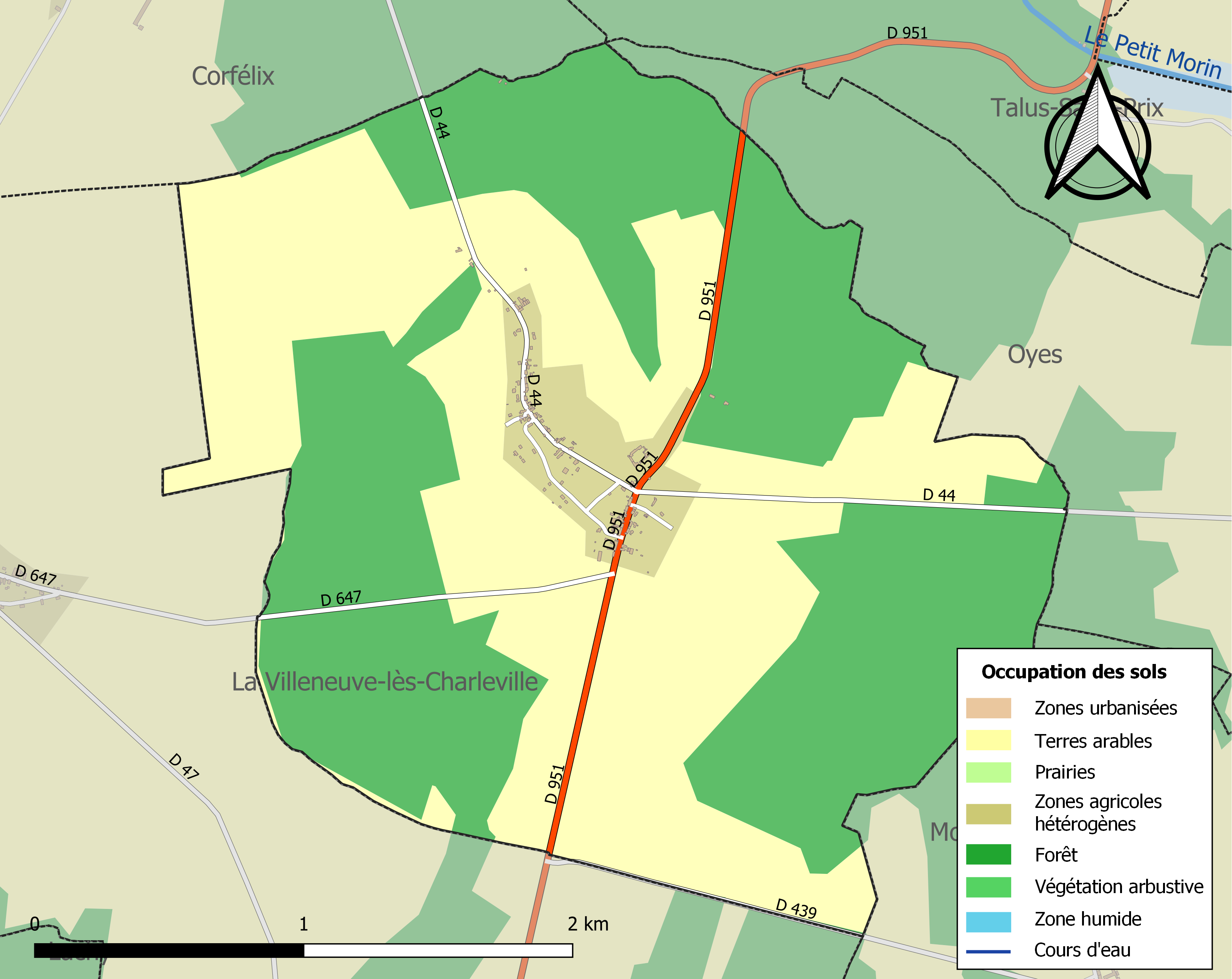
Carte des infrastructures et de l'occupation des sols de la commune en 2018 (CLC).

### Morphologie rurale, hameaux et écarts
Outre le village, qui s'étend principalement autour de deux rues, la rue de Velours (RD951) et la rue des Barres (RD44), la commune compte deux écarts : le Pré de l'Étang au nord et le Trou Margot au nord-ouest.

### Habitat et logement
En 2021, Soizy-aux-Bois compte 82 logements. Ces logements sont à 99 % des maisons ; la commune ne comptant qu'un seul appartement. En raison de la prévalence des maisons, les résidences principales de Soizy-aux-Bois disposent en moyenne de 4,9 pièces.
Le tableau ci-dessous présente une comparaison de quelques indicateurs chiffrés du logement pour Soizy-aux-Bois, la communauté de communes de la Brie champenoise (CCBC), le département de la Marne et la France entière :
|                                                            | Soizy-aux-Bois | CCBC  | Marne   | France     |
| ---------------------------------------------------------- | -------------- | ----- | ------- | ---------- |
| Ensemble des logements                                     | 82             | 4 109 | 300 919 | 37 155 918 |
| Part des résidences principales (en %)                     | 83,1           | 80,9  | 87,5    | 82,2       |
| Part des résidences secondaires (en %)                     | 6,0            | 9,3   | 3,4     | 9,7        |
| Part des logements vacants (en %)                          | 10,8           | 9,8   | 9,1     | 8,1        |
| Part des propriétaires de leur résidence principale (en %) | 76,8           | 69,2  | 52,2    | 57,5       |

À Soizy-aux-Bois, 83,1 % des logements sont en 2021 des résidences principales, 6,0 % des résidences secondaires et 10,8 % des logements vacants. Par ailleurs, 76,8 % des ménages sont propriétaires de leur résidence principale. Soizy-aux-Bois se démarque ainsi par un nombre supérieur à la moyenne de ménages propriétaires de leur résidence principale.
Parmi les 67 résidences principales construites avant 2019, 35,3 % avaient été construites avant 1945, 11,8 % entre 1946 et 1970, 16,2 % entre 1971 et 1990, 7,4 % entre 1991 et 2005 et 29,4 % depuis 2006.
Le tableau ci-dessous présente l'évolution du nombre de logements sur le territoire de la commune, par catégorie, depuis 1968 :
|                        | 1968 | 1975 | 1982 | 1990 | 1999 | 2010 | 2015 | 2021 |
| ---------------------- | ---- | ---- | ---- | ---- | ---- | ---- | ---- | ---- |
| Résidences principales | 41   | 36   | 45   | 52   | 47   | 59   | 64   | 68   |
| Résidences secondaires | 9    | 15   | 11   | 9    | 12   | 8    | 5    | 5    |
| Logements vacants      | 1    | 3    | 3    | 2    | 6    | 10   | 8    | 9    |
| Total                  | 51   | 54   | 59   | 63   | 65   | 77   | 77   | 82   |

### Voies de communication et transports
Soizy-aux-Bois est traversée par l'ancienne route nationale 51, devenue route départementale 951, entre Épernay au nord et Sézanne au sud. La commune est également desservie par la route départementale 44, entre Corfélix au nord-ouest et Oyes à l'est, et la route départementale 647 qui relie le village à La Villeneuve-lès-Charleville, à l'ouest.

## Toponymie
Le nom de la localité est attesté sous les formes Soseium (1122-1145) ; Soiseium (1175) ; Sausiacum (1210) ; Soisi (1211) ; Soysiacum (1227) ; Soisy (milieu du XIIIe siècle) ; Soissiacum (vers 1252) ; Soissi (1290) ; Soisy (1297) ; Soisiacum in Bosco (1381) ; Soisy ou Bois (1403) ; Soisyacum in Bosco (1407) ; Soisy au Bois (1503) ; Soisy aux Bois (1513) ; Soyzy au Boys (1514) ; Susy au Bois (1521) ; Soizy au Boys (1533) ; Sociacum (XVIe siècle) ; Sousiacum in Bosco (1614) ; Soissy-aux-Bois (XVIIIe siècle) ; Suzy-aux-Bois (1784).

Le déterminant -aux-bois pour les Bois de Preslant entre Soisy-au-Bois et le bois de la forêt de Bransle. 

## Politique et administration

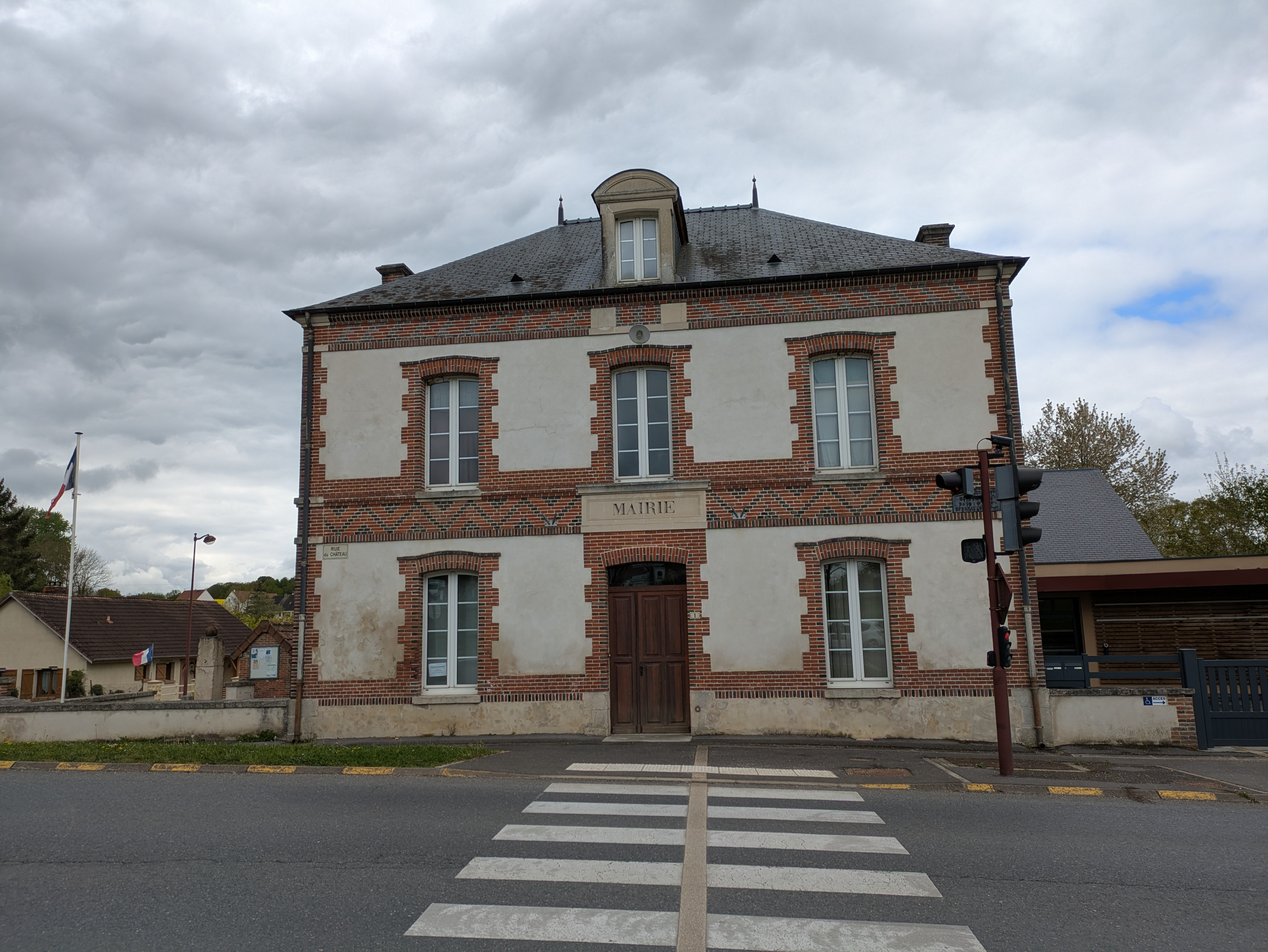
La mairie de Soizy-aux-Bois.

| Période                                  | Période                      | Identité         | Étiquette  | Qualité                         |
| ---------------------------------------- | ---------------------------- | ---------------- | ---------- | ------------------------------- |
| Les données manquantes sont à compléter. |                              |                  |            |                                 |
| avant 1981                               | 1983                         | Léon Mathieu     |            |                                 |
| 1983                                     | 2001                         | Christian Collin | Écologiste |                                 |
| 2001                                     | En cours (au 4 juillet 2014) | Michel Tellier   |            | Réélu pour le mandat 2014-2020, |

## Équipements et services publics

### Eau et déchets
L'approvisionnement en eau potable et l'assainissement des eaux usées sont des compétences de la communauté de communes de la Brie champenoise. Soizy-aux-Bois est alimentée en eau potable par un captage situé sur le territoire communal. La production et la distribution d'eau potable font l'objet d'une délégation de service public confiée à Suez jusqu'en 2028. L'assainissement y est non collectif.
La communauté de communes est également compétente en matière de déchets. La collecte des ordures ménagères résiduelles (en bac) et des déchets recyclables (en sacs translucides jaunes) est réalisée en porte à porte. La communauté de commune adhérant au syndicat de valorisation des ordures ménagères de la Marne (SYVALOM), ces déchets sont amenés au centre de transfert départemental de Sézanne puis valorisés sur le site de La Veuve. La communauté de communes propose des composteurs individuels à tarif réduit pour les biodéchets. La collecte du verre et des textiles se fait en apport volontaire. Pour les autres déchets, l'unique déchèterie de la communauté de communes est située à Montmirail, dans le hameau de Maclaunay. La collecte des déchets et la gestion de la déchèterie sont confiées à des entreprises privées par marchés publics.

### Enseignement
Soizy-aux-Bois fait partie de l'académie de Reims.
La commune appartient au regroupement pédagogique de Charleville-Le Gault-Soigny. L'école primaire du Gault-Soiny, située place de la Mairie, accueille 62 élèves (chiffres 2024-2025) de maternelle, du CM1 et CM2. L'école élémentaire de Charleville, située place de l'Église, accueille 44 élèves (chiffres 2024-2025) du CP au CE2.
Les jeunes de Soizy-aux-Bois sont ensuite rattachés au collège et au lycée La Fontaine du Vé de Sézanne,.

### Postes et télécommunications
Une boîte aux lettres de La Poste se trouve sur le territoire de la commune, rue de Velours. Le bureau de poste le plus proche est l'agence communale de Marne, située à environ 5 km de Soizy-aux-Bois. La commune partage toutefois son code postal (51120) avec le bureau de poste de Sézanne à 10 km.

### Justice, sécurité et secours
Du point de vue judiciaire, Soizy-aux-Bois relève du conseil de prud'hommes d'Épernay, du tribunal de commerce de Reims, du tribunal judiciaire, du tribunal paritaire des baux ruraux et du tribunal pour enfants de Châlons-en-Champagne, dans le ressort de la cour d'appel de Reims. Pour le contentieux administratif, la commune dépend du tribunal administratif de Châlons-en-Champagne et de la cour administrative d'appel de Nancy.
Soizy-aux-Bois est située en secteur Gendarmerie nationale et dépend de la brigade de Montmirail.
En matière d'incendie et de secours, les centres d'incendie et de secours les plus proches sont ceux de Montmirail et Sézanne, dépendant du Service départemental d'incendie et de secours (SDIS) de la Marne.

## Population et société
Les habitants de la commune sont les Soiséens et les Soiséennes.

### Démographie
L'évolution du nombre d'habitants est connue à travers les recensements de la population effectués dans la commune depuis 1793. Pour les communes de moins de 10 000 habitants, une enquête de recensement portant sur toute la population est réalisée tous les cinq ans, les populations de référence des années intermédiaires étant quant à elles estimées par interpolation ou extrapolation. Pour la commune, le premier recensement exhaustif entrant dans le cadre du nouveau dispositif a été réalisé en 2005.

En 2022, la commune comptait 191 habitants, en évolution de +4,37 % par rapport à 2016 (Marne : −1,19 %, France hors Mayotte : +2,11 %).
| 1793 | 1800 | 1806 | 1821 | 1831 | 1836 | 1841 | 1846 | 1851 |
| ---- | ---- | ---- | ---- | ---- | ---- | ---- | ---- | ---- |
| 198  | 223  | 246  | 189  | 220  | 207  | 230  | 246  | 262  |

| 1856 | 1861 | 1866 | 1872 | 1876 | 1881 | 1886 | 1891 | 1896 |
| ---- | ---- | ---- | ---- | ---- | ---- | ---- | ---- | ---- |
| 268  | 232  | 221  | 222  | 220  | 205  | 177  | 196  | 167  |

| 1901 | 1906 | 1911 | 1921 | 1926 | 1931 | 1936 | 1946 | 1954 |
| ---- | ---- | ---- | ---- | ---- | ---- | ---- | ---- | ---- |
| 176  | 160  | 175  | 158  | 138  | 151  | 133  | 123  | 126  |

| 1962 | 1968 | 1975 | 1982 | 1990 | 1999 | 2005 | 2006 | 2010 |
| ---- | ---- | ---- | ---- | ---- | ---- | ---- | ---- | ---- |
| 127  | 110  | 97   | 123  | 136  | 123  | 142  | 142  | 158  |

| 2015 | 2020 | 2022 | - | - | - | - | - | - |
| ---- | ---- | ---- | - | - | - | - | - | - |
| 179  | 193  | 191  | - | - | - | - | - | - |

### Cultes
Pour le culte catholique, Soizy-aux-Bois dépend de la paroisse Sainte-Léonie-Aviat - Le Sézannais, au sein du diocèse de Châlons-en-Champagne.

### Médias
La presse écrite régionale comprend le quotidien L'Union, le bi-hebdomadaire Le Pays briard et l'hebdomadaire L'Hebdo du vendredi.
Parmi les stations de radio locales, il est possible de citer Ici Champagne-Ardenne et Champagne FM.

## Culture locale et patrimoine

### Tourisme
Les sentiers de grande randonnée de Pays Thibaud de Champagne (vers Sézanne ou Épernay) et du Petit Morin vers Montmirail (départ d'une variante au Lavoir du Trou Margot) passent à Soizy-aux-Bois.
Le chemin de Compostelle, la Via Campaniensis, balisé récemment, passe par Soizy-aux-Bois.
Plusieurs balades sont possibles autour du village. Les marais de Saint-Gond sont accessibles depuis le village en prenant la route départementale n° 44 vers Oyes, puis la voie communale en direction de Villevenard. On peut y découvrir l'abbaye de Saint-Gond, restaurée au cours des années 2000. L'écluse du Petit Morin est également à voir.
De l'autre côté, en prenant la direction de Montmirail par la RD n° 44, on visite la vallée du Petit Morin et notamment Corfélix et son dolmen, ainsi que Talus-Saint-Prix, son abbaye du Reclus et son vignoble.
À proximité de Soizy-aux-Bois, on trouve outre la Nécropole nationale de Soizy-aux-Bois, d'autres lieux de mémoire. C'est par exemple le cas du monument de la victoire de la Marne à Mondement-Montgivroux et du musée d'Histoire, situé à côté.

### Lieux et monuments
- L'espace communal verdoyant du lavoir du Trou Margot.
- Le Gros Chêne, chêne de 4,65 mètres de circonférence. C'était un point stratégique indiqué sur les cartes d'état-major.

#### Nécropole nationale 1914-1918

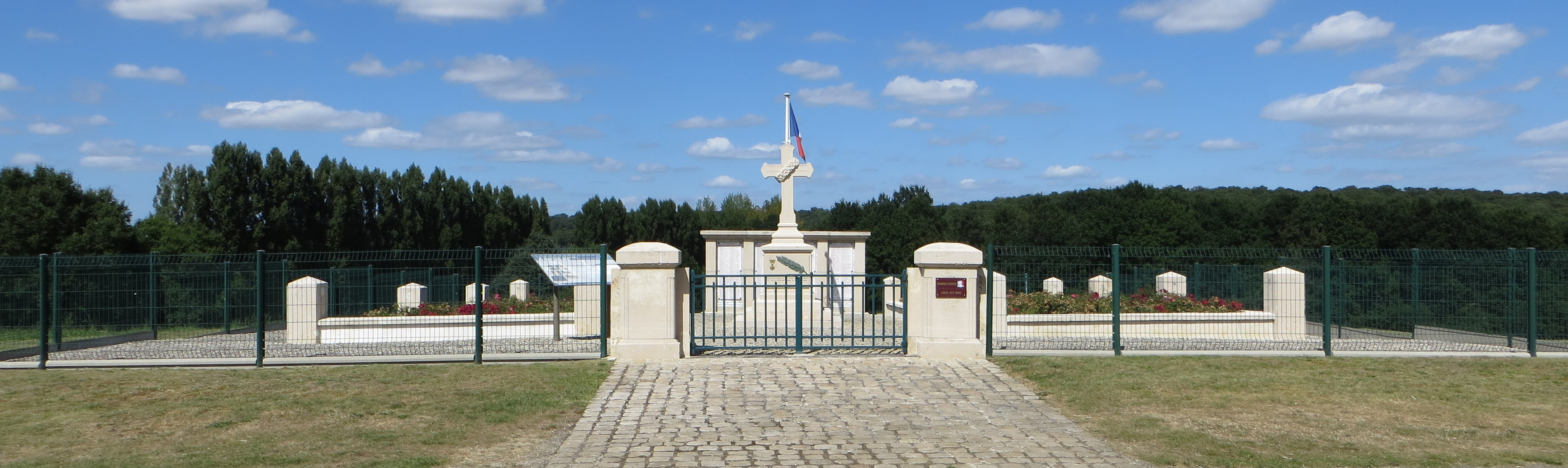
Vue générale de la nécropole.

La nécropole nationale de Soizy-aux-Bois, restaurée en 2005, est implantée à l'entrée du village lorsqu'on vient d'Épernay. Il faut quitter la RD 951 et prendre sur la gauche la D 44 en direction de Oyes. Elle s'étend sur 610 m2. 1 282 soldats tués au cours de la Première Guerre mondiale y ont été inhumés en deux ossuaires disposés de part et d'autre d'une allée centrale où a été érigé un monument.
La nécropole de Soizy-aux-Bois a été créée pour recevoir les corps de soldats tués au cours de la Première bataille de la Marne.
Elle a été aménagée en 1924 pour recevoir les corps des soldats exhumés de la région des marais de Saint-Gond.
Description et situation
Il s'agit d'un ossuaire et non d'un cimetière. Dans cet ossuaire, sont inhumés 1282 corps dont 404 identifiés. 404 noms figurent sur le mur du monument au fond de l'allée centrale. Une stèle occupe le centre. Le reste est à la fois simple et émouvant : deux parterres de rosiers, des allées en gravillons blancs et le mât pour dressé les couleurs. Le terrain, d'une forme vaguement carré, a une superficie de 6 a l0 ca. Il est situé au lieu-dit le Pré de l'Etang  le long de la route départementale n° 44 qui conduit au village de Oyes, à 100 mètres de la mairie de Soizy-aux-Bois et du carrefour de la RD 951 / RD 44. Ce terrain appartient à la commune.
Historique
Le conseil municipal de Soizy-aux-Bois, après avoir, le 3 août 1919 voté un crédit de 300 F pour participation de la commune à l'érection d'un monument commémoratif à Montmirail (soldats du canton morts pour la France en 1914 - 1918), entend dans la même séance, le maire, monsieur Auguste PARIZOT, exposer qu'il a demandé à madame la vicomtesse et à monsieur le vicomte de FLORIAN de bien vouloir faire connaître à quelles conditions ils consentiraient à concéder une parcelle de terrain lieu-dit  la Glacière nécessaire à l'établissement d'un cimetière militaire à Soizy-aux-Bois, où seront inhumés tous les héroïques soldats tombés au Champ d'Honneur et morts pour la France sur le territoire de la commune pendant la bataille du 6 au 10 septembre 1914. Dans leur réponse en date du 26 juillet 1919, madame la vicomtesse et monsieur le vicomte de FLORIAN ont fait savoir à monsieur le maire qu'ils s'estimaient « trop honorés de donner asile aux reliques de nos héros en offrant le terrain à titre purement gracieux ». Le conseil municipal accepte et exprime à madame la vicomtesse et à monsieur le comte de FLORIAN, propriétaire à PARIS, 119, rue de l'Université, son témoignage de la plus vive gratitude pour leur généreuse et patriotique offrande. La commune leur gardera à ce sujet son bien sincère et respectueux souvenir. En novembre 1921, l'émotion est grande: le Conseil municipal, ayant eu connaissance d'un projet de transfert de l'ossuaire, proteste énergiquement et demande que ceux qui ont sacrifié leur vie reposent pour toujours à Soizy-aux-Bois. Le 4 juin 1922, le Conseil municipal proteste à nouveau contre tout projet de transfert. C'est du 5 au 21 juin 1923 que les corps, quittant leur première sépulture, seront, pour la plupart, inhumés au cimetière militaire de Soizy-aux-Bois. Le 9 juin 1924, le conseil municipal vote une somme de 200 F pour aider à l'érection d'un monument dans l'ossuaire. Une convention pour l'entretien des tombes militaires fut passée avec le ministre des Pensions le ler octobre 1929. Le transfert de gestion à l'État a eu lieu le 1er février 1967 (délibération du conseil municipal n° 333 du 18.11.1966). Une anecdote mérite d'être contée. En 1929, monsieur CARITTE, de Soizy-aux-Bois, ayant fait pendant la guerre 1914 - 1918 la trouvaille dans ses bâtiments d'une somme de 440 F en pièces d'or, fait don à la commune pour l'entretien de l'ossuaire.
Aujourd'hui
Tous les ans, dans le cadre des cérémonies de Mondement, le village et les autorités se recueillent à Soizy-aux-Bois. C'est aussi à l'ossuaire que l'on dépose une gerbe le 11 novembre. Le 14 juillet, la municipalité et les habitants déposent une gerbe, des fleurs, parfois de simples fleurs des champs, avant de célébrer la fête nationale. L'attachement de la population vient sans doute du fait que Soizy-aux-Bois, qui comptait en 1914, 175 habitants, fut le théâtre d'une lutte acharnée. Notre commune fut occupée du 5 au 8 septembre 1914 par les Prussiens qui saccagèrent et incendièrent la moitié du pays. Des photos en témoignent.